# كينيث غوستافسون (لاعب كرة قدم)
كينيث غوستافسون (بالسويدية: Kenneth Ingemar Gustafsson)‏ (19 أغسطس 1982 بغوتنبرغ في السويد - ) هو لاعب كرة قدم سويدي في مركز الدفاع. شارك مع منتخب السويد لكرة القدم. أما مع النوادي، فقد لعب مع نادي كيفلافيك ونادي لين ونادي ماريهامن ونادي مالمو وKeflavík ÍF ‏ ونادي مالمو لكرة القدم ‏ وGunnilse IS ‏ ونادي تريليبورج ‏.

## وصلات خارجية
- كينيث غوستافسون (لاعب كرة قدم) على موقع قاعدة بيانات كرة القدم.إي يو (الإنجليزية)